# Casco antiguo de Edimburgo

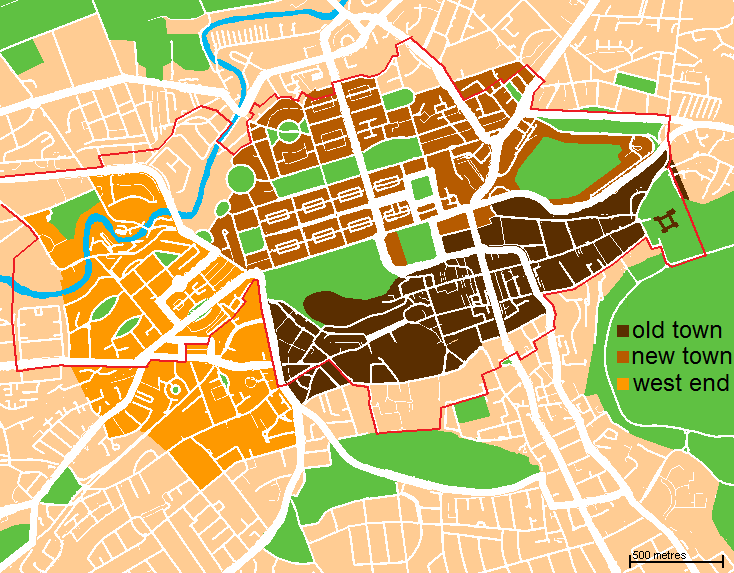
Mapa de la ciudad, mostrando la ciudad nueva y la ciudad vieja.

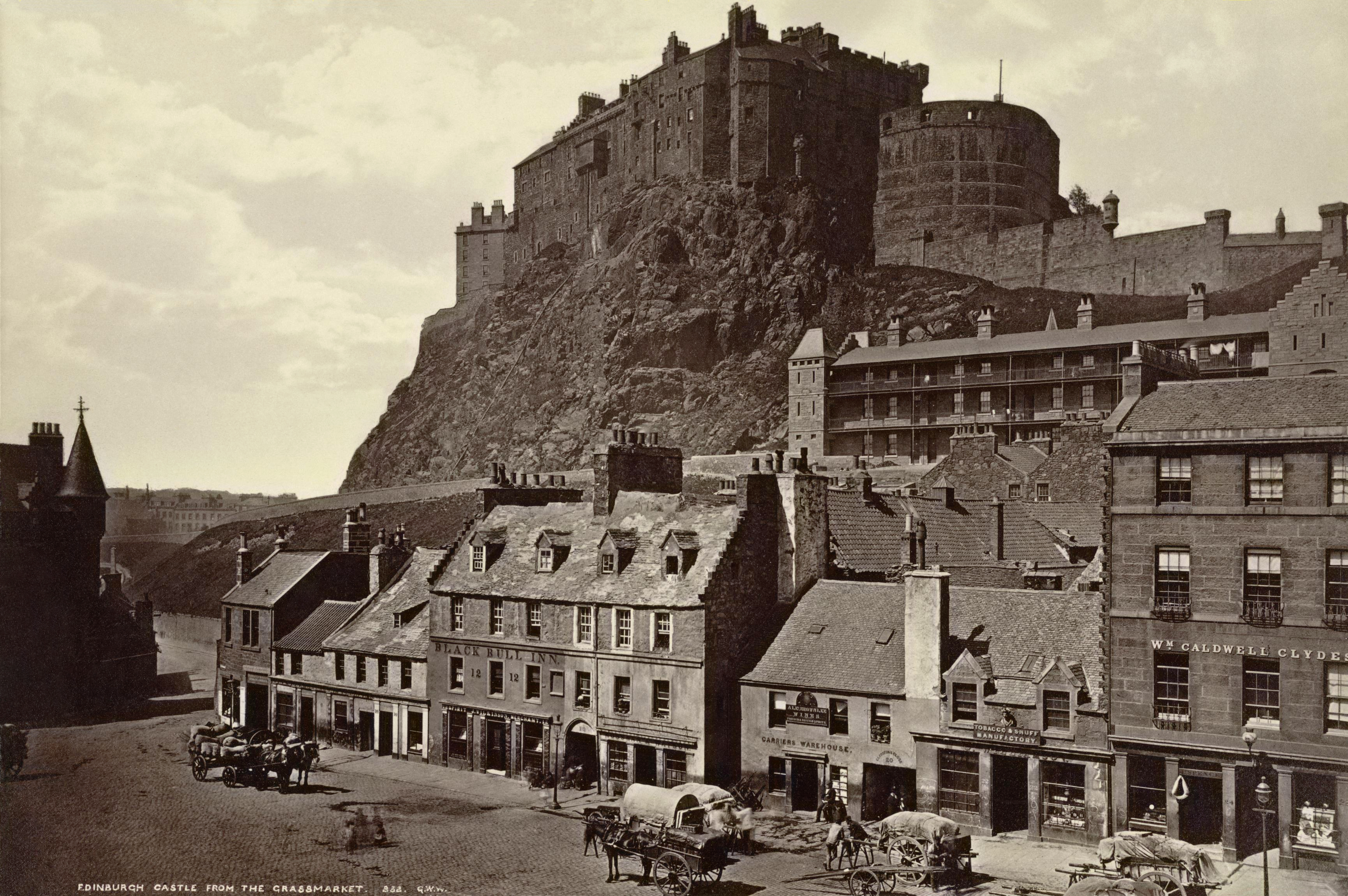
Castillo

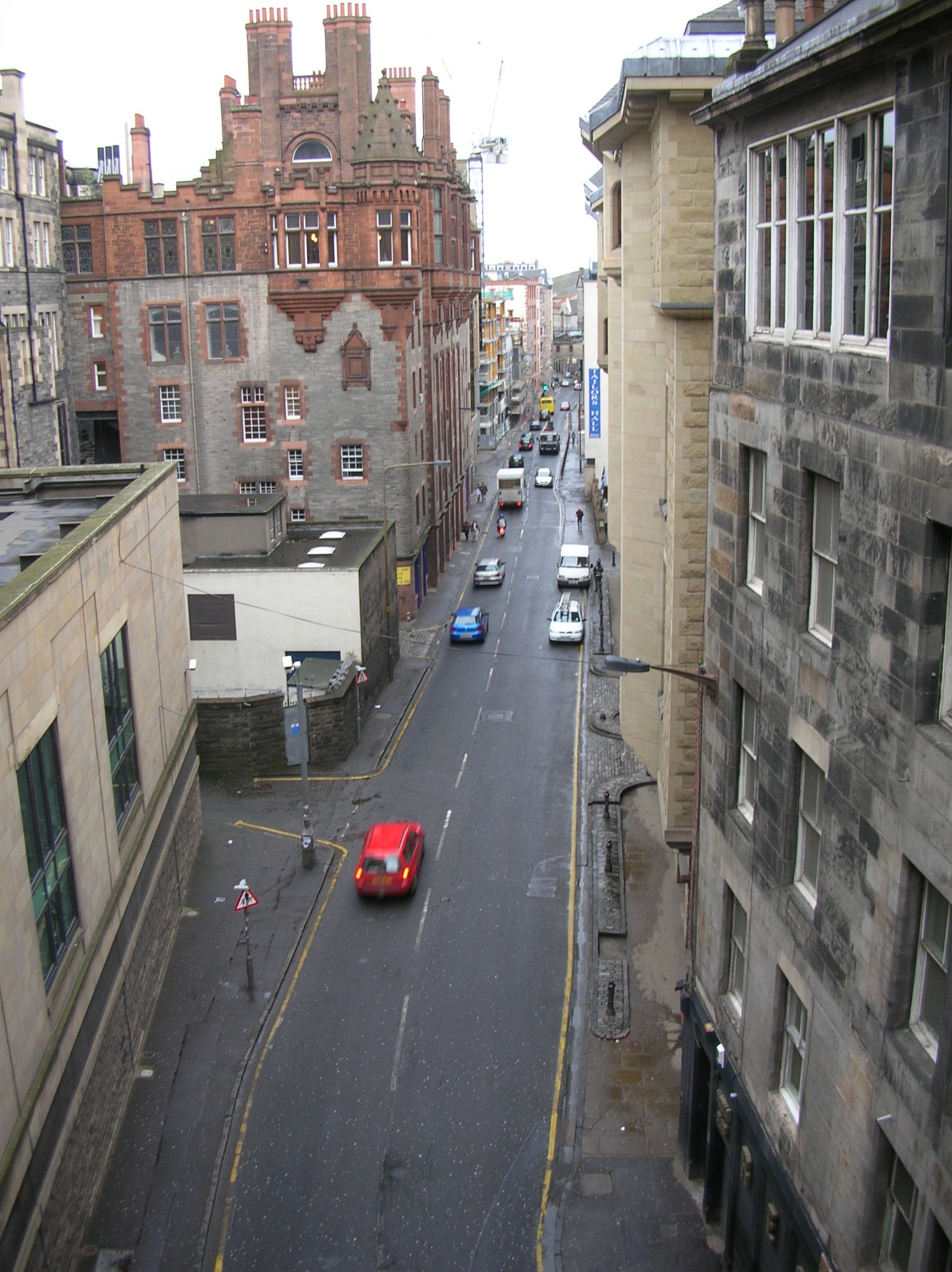
El Cowgate.

El casco antiguo de Edimburgo, la capital de Escocia (Reino Unido) es un lugar Patrimonio de la Humanidad declarado por la Unesco en 1995. Ha conservado su planta medieval y muchos edificios de la época de la reforma.
Un extremo está cerrado por el castillo y la arteria principal, la Royal Mile, actualmente formada por cuatro calles distintivas llamadas Castlehill, el Lawnmarket, la High Street y la Canongate, que arrancan desde allí hasta la abadía de Holyrood, hoy en ruinas. Estrechos closes (callejones), a menudo de no más de unos pocos pies de ancho, llevan colina abajo a ambos lados de la espina principal siguiendo un modelo de espina de pez. Grandes cuadrados marcan donde se encontraban los mercados o rodean los principales edificios públicos como la catedral de san Giles y los tribunales supremos. 
Otros lugares de interés son el Edificio del Parlamento de Escocia, el Palacio de Holyrood, la Sala de la Asamblea General de la iglesia de Escocia, el Museo Nacional de Escocia, la Surgeons' Hall («Sala de los Cirujanos»), la Universidad de Edimburgo y numerosas calles y bóvedas subterráneas, reliquias de fases previas de construcción. El plano de las calles, típico de los barrios antiguas de muchas ciudades del Norte de Europa, resulta especialmente pintoresco en Edimburgo, donde el castillo se eleva en lo alto de una peña rocosa, los restos de un volcán extinto y la calle principal baja a lo largo de una cresta a partir de él.
La topografía de la ciudad es conocida como «crag and tail» (literalmente, «peñasco y cola») y se creó durante la última glaciación cuando los glaciares en retroceso cortaba por la tierra empujando el suelo blando a un lado pero siendo a su vez dividido por peñascos más duros de roca volcánica. El peñasco en lo alto de la colina fue la primera parte de la ciudad que se desarrolló, fortificándose y con el tiempo desarrollándose hasta ser el actual castillo de Edimburgo. El resto de la ciudad fue creciendo lentamente hacia abajo a lo largo de la cola de tierra desde la Roca del Castillo. Este era un lugar que se defendía fácilmente con pantanos al sur y un loch, el Nor Loch, al norte. El acceso a lo largo de la carretera principal hacia el asentamiento quedó entonces restringido a través de varias puertas y una muralla defensiva de la que sólo quedan restos fragmentarios (véase Flodden Wall).
Debido a las restricciones de espacio impuestas por la estrechez de la «cola», la ciudad vieja se convirtió en el hogar de algunos de los edificios residenciales tipo «torre de pisos». Residencias de varias plantas fueron la norma a partir de los años 1500 en adelante. Durante el siglo XVIII la ciudad vieja tenía una población de alrededor de 80.000 habitantes. Sin embargo, en épocas más modernas ha descendido drásticamente a sólo 4.000 residentes. Actualmente hay alrededor de 20.000 habitantes en las diversas partes de la ciudad vieja. Dado que la población rechazó durante mucho tiempo construir fuera de la muralla defensiva, la necesidad de vivienda creció y de ahí que los edificios se hicieran cada vez más altos. Lamentablemente, muchos de estos edificios fueron destruidos por el gran fuego de 1824; la reconstrucción de estos sobre los cimientos originales llevó a cambios a nivel del suelo y la creación de muchos pasadizos y bóvedas bajo la ciudad vieja.
El 7 de diciembre de 2002, otro gran fuego en la ciudad vieja envolvió parte de la Cowgate. Destruyó el famoso club de comedias, The Gilded Balloon y gran parte del departamento de informática de la Universidad de Edimburgo, incluyendo la amplia biblioteca sobre inteligencia artificial.